# Parisina Malatesta
Pour les articles homonymes, voir Malatesta.
Laura Malatesta, née à Cesena en 1404, morte à Ferrare le 21 mai 1425 et connue sous le nom de Parisina Malatesta, est la fille d'Andrea Malatesta, seigneur de Cesena, et de sa seconde épouse, Lucrezia Ordelaffi (it). Elle est décapitée pour adultère par son mari, Niccolò III d'Este, marquis de Ferrare.
Lord Byron s'inspire de cette histoire pour le poème Parisina, qui donne lieu à deux opéras, l'un de Gaetano Donizetti et l'autre (it) de Pietro Mascagni.

## Biographie
Laura Malatesta est à peine âgée de quelques jours, lorsque sa mère est empoisonnée par son propre père Francesco III Ordelaffi. Elle grandit à la cour de son oncle Carlo Malatesta à Rimini,.
En 1418, Parisina épouse Niccolò III d'Este, Marquis de Ferrare, à Ravenne. La première épouse du marquis, Gigliola da Carrara (it), est morte quelques années auparavant lors de  l'épidémie de peste à Ferrare. Parisina Malatesta réside dans la tour de la Rigobello . Au-dessus de ses appartements se trouve la bibliothèque. Parisina Malatesta demeure également dans la résidence de villégiature (it) de Consandolo, construite par Niccolò.
Lors d'un voyage en 1424  pour rendre visite à sa famille, Parisina Malatesta est accompagnée, selon le souhait de son mari, par Ugo d'Este, fils de Niccolò et de Stella de Tolomei. Lors de ce séjour, ils seraient tombés amoureux l'un de l'autre. De retour à Ferrare, ils auraient tenu secrète leur relation, en se rencontrant dans les villégiatures de Belfiore, Fossadalbero et Quartesana.
D'autres sources rapportent que pour échapper à la peste de 1423, Parisina Malatesta se réfugie dans le castello di Fossadalbero accompagnée par son beau-fils Ugo d'Este, et que leur relation aurait commencé à ce moment-là.
Les plaçant sous surveillance,  Niccolò III d'Este découvre leur relation. Il les enferme dans la prison du château. Puis il les fait décapiter tous les deux. 
Parisina Malatesta a deux filles et un fils : Lucie d'Este (1419-1437), mariée à Carlo Gonzague et qui meurt jeune ; Ginevra d'Este (1419-1440), mariée à Sigismond Malatesta et qui a peut-être été tuée par lui[réf. nécessaire] ; Alberto (1421) qui meurt après quelques mois.

## Exécution pour cause d'adultère
Entre 1391 et 1425, trois femmes Laura Malatesta, Agnès Visconti et Beatrice Lascaris de Tende sont décapitées pour cause d'adultère sur la demande de leur maris. Pourtant, l'adultère n'était pas puni d'un tel châtiment, en Italie. Autre fait étrange : les sentences sont rendues publiques par les maris. Toutes les trois sont épouses de seigneurs locaux. Elles sont mises à mort pour avoir transgressé le statut traditionnel de l’épouse du seigneur. Leur châtiment a valeur d'exemple pour les sujets tentés d'échapper au pouvoir et à la soumission du prince.  

## Postérité
Cette  tragique histoire inspire écrivains et musiciens. 
L'auteur italien de la Renaissance Matteo Bandello écrit le roman Ugo et Parisina. Edward Gibbon relate cette histoire dans ses mémoires et George Byron écrit le poème Parisina en 1816. Un livret de Felice Romani d'après le poème anglais est mis en musique par Gaetano Donizetti en 1833 sous le titre de Parisina. Pietro Mascagni compose un opéra tragique également titré Parisina (it), basé sur la tragédie lyrique écrite par Gabriele d'Annunzio en 1912 ainsi qu'une autre adaptation du poème de Byron. Tomás Giribaldi compose également un opéra (1878) sur un livret d'Antonio Somma.

## Crédit d'auteurs
- (en) Cet article est partiellement ou en totalité issu de l’article de Wikipédia en anglais intitulé « Parisina Malatesta » (voir la liste des auteurs).